# Ooencyrtus phongi
Ooencyrtus phongi är en stekelart som beskrevs av Trjapitzin, Myartseva och Kostjukov 1977. Ooencyrtus phongi ingår i släktet Ooencyrtus och familjen sköldlussteklar.
Artens utbredningsområde är:
- Filippinerna.
- Thailand.
- Vietnam.

Inga underarter finns listade i Catalogue of Life.